# Oil's Well
Oil's Well è un videogioco pubblicato da Sierra Entertainment a partire dal 1983, ispirato all'arcade Anteater. Il gioco è stato realizzato originariamente da Thomas J. Mitchell e pubblicato per le piattaforme Atari 8-bit, Apple II, Commodore 64, MSX, ColecoVision, IBM compatibili (PC booter) e Sharp X1. Nel 1990 uscì un rifacimento con nuova grafica per MS-DOS.
Bill Sargent ha partecipato anche a progetti come The Sims e SimCity 2000.
Il giocatore deve cercare di gestire un'operazione di trivellazione per recuperare petrolio, tentando di evitare alcune creature sotterranee. Il giocatore può avanzare attraverso 8 livelli differenti cercando di dirigere correttamente la testa della trivella e premendo il pulsante del joystick per ritrarla velocemente.